# Junonia hellanis
Junonia hellanis är en fjärilsart som beskrevs av Felder 1867. Junonia hellanis ingår i släktet Junonia och familjen praktfjärilar. Inga underarter finns listade i Catalogue of Life.